# واحد پردازش سریع ای‌ام‌دی
واحد پردازش سریع ای‌ام‌دی (انگلیسی: AMD Accelerated Processing Unit) معمولاً به شکل اختصار و با عنوان (APU) شناخته می‌شود. این واحد پردازشی پیش‌تر با عنوان فیوژن شناخته می‌گردید که اصطلاحی است در راستای بازاریابی دیجیتال برای مجموعه ریزپردازنده‌های ۶۴ بیتی شرکت ای‌ام‌دی. طراحی APU بر پایهٔ ادغام واحد پردازشگر مرکزی و واحد پردازش گرافیکی بر روی یک سطح سیلیکونی و مدار یکپارچه است.